# Þórðarfoss
Der Þórðarfoss ist ein Wasserfall im Süden von Island.
Im Fljótshlíð stürzt das Flüsschen Þórðará um 80 Meter in mehreren Stufen die Tiefe und fließt dann in Richtung Westen in die Þverá und nicht in das Markarfljót, was der größte Fluss in der Nähe ist. Von Hvolsvöllur an der Ringstraße führt der Fljótshlíðarvegur (Straße 261) in östliche Richtung, nach 17 km erreicht man den Wasserfall. Nur 250 m östlich davon liegt der Merkjár- oder Gluggafoss.